# Ironton

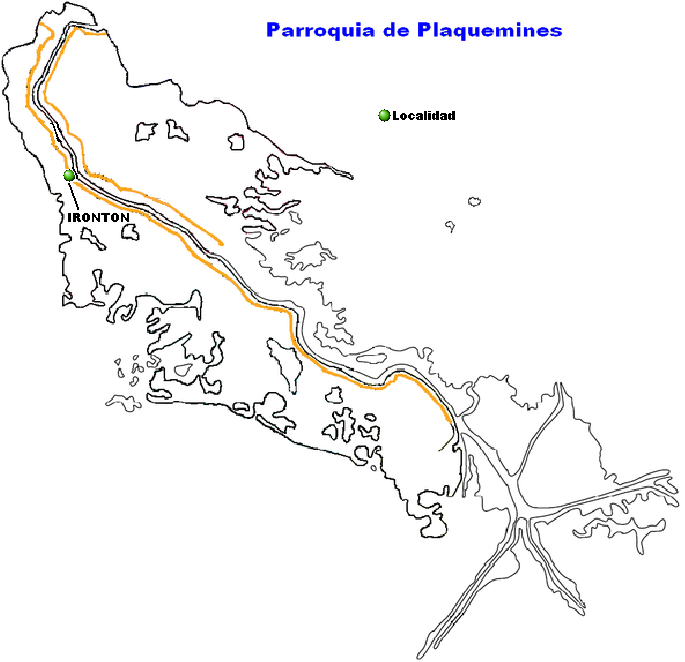
Localización de Ironton en la Parroquia de Plaquemines.

Ironton es una pequeña comunidad ubicada sobre el delta del río Misisipi, en la parroquia de Plaquemines, Luisiana, Estados Unidos.

## Geografía
La localidad de Ironton se localiza en . Esta comunidad posee sólo tres pies de elevación sobre el nivel del mar, convirtiéndola una zona proclive a las inundaciones. Con menos de doscientos habitantes, este lugar es un lugar visitado por algunas personas para pasar fines de semanas, posee buenos restaurantes y cámpines para acampar.
Ironton se localiza a treinta y siete kilómetros de Nueva Orleans, la principal ciudad de todo el estado, y a 521 kilómetros del aeropuerto internacional más cercano, el (IAH) Houston George Bush Intercontinental Airport.

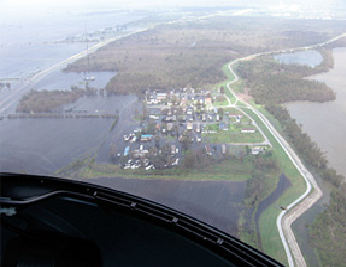
Ironton inundado después del paso del huracán Katrina.

- Wikimedia Commons alberga una categoría multimedia sobre Ironton.